# アラノシン
アラノシン(Alanosine)は、膵癌の治療薬として研究されている物質である。代謝拮抗剤である。ゲムシタビンが効かなくなった末期の患者に実験的に投与される。